# Ткачук Євгеній Олегович
Євге́ній Оле́гович Ткачу́к (нар. 27 червня 1991, Запоріжжя, УРСР) — український футболіст, центральний захисник. Виступав за молодіжну збірну України.

## Життєпис

### Клубна кар'єра
Футболом почав займатись у запорізькому «Динамо» (перший тренер — Віктор Головатенко). У чемпіонаті ДЮФЛУ виступав зазапорізький «Металург». Професійну кар'єру почав у 2009 році в «Шахтарі-3», фарм-клубі донецького «Шахтаря», провівши за нього одну гру в Другій лізі та три в Кубку другої ліги.

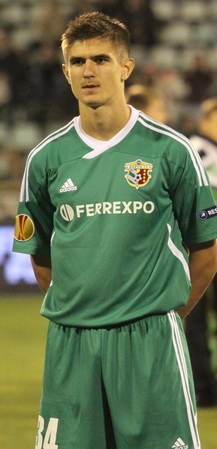
Євгеній Ткачук під час виступів за «Ворсклу». 29 вересня 2011 року.

У 2010 році перейшов у полтавську «Ворсклу», у складі якої дебютував 13 листопада 2010 року в матчі Прем-єр-ліги проти «Іллічівця» (вийшов на заміну на першій доданій хвилині другого тайму). 29 вересня 2011 дебютував у складі полтавців у матчі групового раунду Ліги Європи проти німецького «Ганновера» (1:2), Євген відіграв усі 90 хвилин.
У липні 2012 року існувала можливість переходу Ткачука до лав київського «Арсенала», яким керував Леонід Кучук, але керівництво полтавского клубу категорично відхилило пропозицію «канонірів», пославшись на перспективність і молодість виконавця з досвідом гри в єврокубках. Міг опинитися також у нідерландському «Твенте», молдовському «Шерифі» та російській «Кубані».
25 лютого 2016 року став гравцем «Зорі», але вже наприкінці того ж року залишив луганський клуб, не закріпившись в першій команді.
24 лютого 2017 року перейшов у казахський «Іртиш» (Павлодар). Провів за павлодарців 12 матчів в Прем'єр-лізі, в яких відзначився двома забитими м'ячами, заробивши при цьому одну жовту картку, після чого 4 червня 2017 року клуб і гравець розірвали трудову угоду за обопільною згодою сторін.
У вересні 2017 році перейшов до складу представника УПЛ, кам'янської «Сталі». За «сталеварів» до кінця року зіграв у десяти матчах чемпіонату, після чого повернувся назад до Казахстану, ставши гравцем «Шахтаря» (Караганда).
21 лютого 2021 року став гравцем харківського «Металіста 1925».

### Виступи за збірну України
Викликався до складу молодіжної збірної України для участі в Меморіалі Валерія Лобановського, який проходив з 9 по 10 серпня 2011 року. Ще раніше отримав виклик у збірну для підготовки до кваліфікації молодіжного Євро-2013.
14 травня 2014 головним тренером Михайлом Фоменком був вперше викликаний на навчально-підготовчий збір у складі національної збірної України, проте за неї так і не виступав.

## Досягнення
«Металіст 1925»:
 Бронзовий призер Першої ліги України: 2020/21